# Azara (género)
Azara (género) é um género botânico pertencente à família Salicaceae...
O seu nome é uma homenagem a José Nicolás de Azara, diplomata e político espanhol.